# ميتشل أندرسون
ميتشل أندرسون (بالإنجليزية: Mitchell Anderson)‏ مواليد 21 أغسطس 1961 في نيويورك، الولايات المتحدة، هو ممثل أمريكي بدأ مسيرته الفنية سنة 1985.

## الأعمال

### مسلسلات
- أيام حياتنا
- ملروس بليس
- ماتلوك

## روابط خارجية
- ميتشل أندرسون على موقع IMDb (الإنجليزية)
- ميتشل أندرسون على موقع أول موفي (الإنجليزية)
- ميتشل أندرسون على موقع قاعدة بيانات الفيلم (الإنجليزية)